# Sammamish
Sammamish – miasto w Stanach Zjednoczonych, w stanie Waszyngton, w hrabstwie King.